# Marsdenia crassipes
Marsdenia crassipes är en oleanderväxtart som beskrevs av William Botting Hemsley. Marsdenia crassipes ingår i släktet Marsdenia och familjen oleanderväxter. Inga underarter finns listade i Catalogue of Life.